# Etica ambientale delle virtù

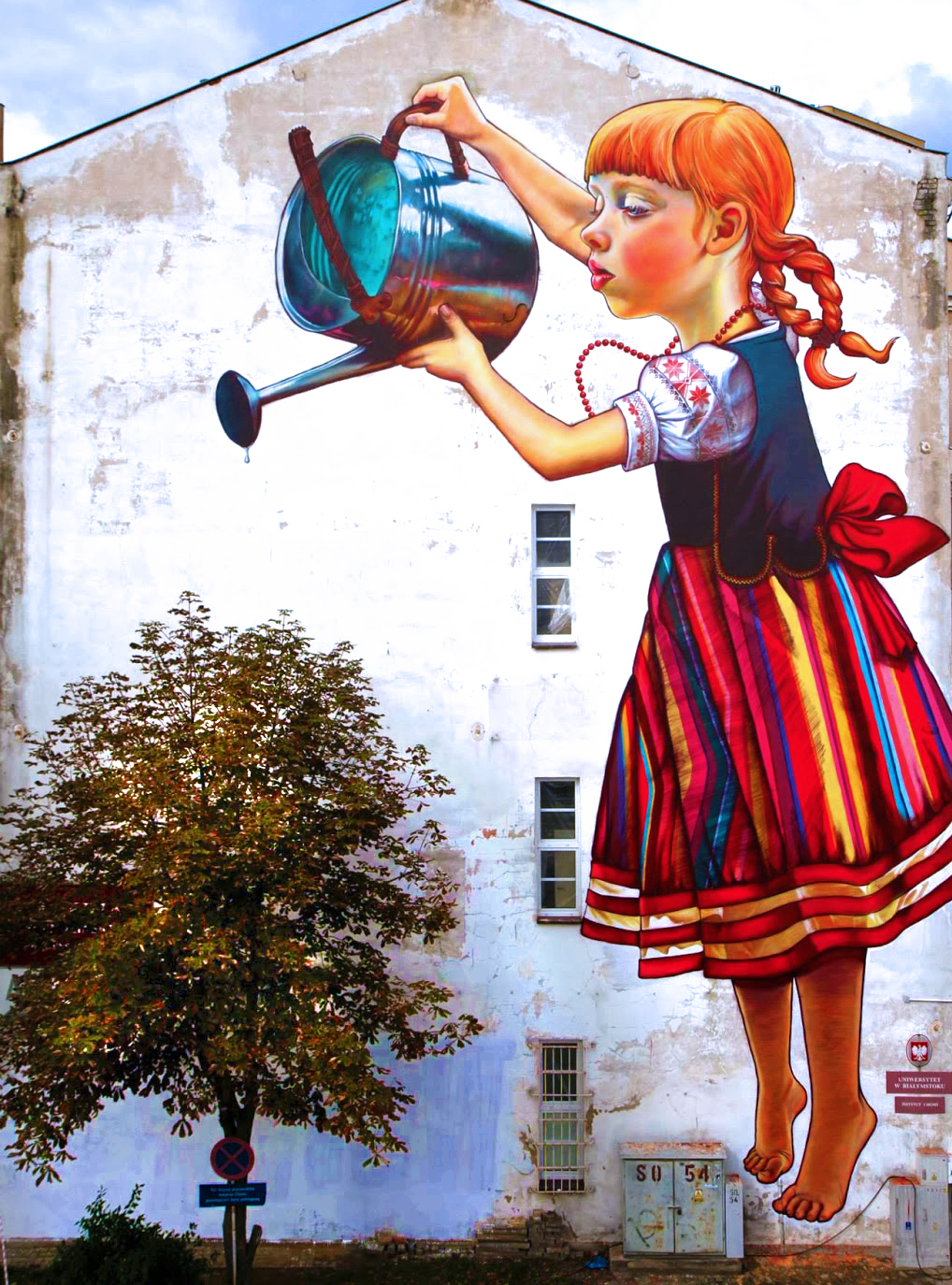
Murale realizzato dall'artista Natalia Rak a Białystok

L'etica ambientale delle virtù (in inglese: environmental virtue ethics – EVE) è una branca della filosofia ambientale fondata sui principi dell'etica delle virtù. Secondo questo approccio, la natura sarebbe in grado di promuovere non solo il benessere dell'individuo, ma anche il miglioramento del carattere umano nella sua totalità, attraverso un rapporto più empatico con l'ambiente. Il concetto di etica ambientale delle virtù è stato analizzato per la prima volta in maniera compiuta nel 2000, all'interno del testo di Louke van Wensveen Dirty Virtues: The Emergence of Ecological Virtue Ethics, anche se i primi approcci a questo ambito di ricerca iniziano a comparire all'interno di vari articoli accademici già a partire dagli anni Ottanta.

## Contesto
L'etica ambientale (in inglese: environmental ethics – EE) è un campo di indagine che ha iniziato ad affermarsi all'inizio degli anni Settanta, stimolato dall'incontro tra gli interessi della filosofia morale contemporanea e la crescente sensibilità ecologica delle società democratiche. Si tratta di un approccio che esamina i rapporti etici tra l'essere umano e l'ambiente naturale, includendo all'interno della propria analisi anche gli esseri viventi non umani che lo popolano. Come affermato da Maria Antonietta La Torre, l'etica ambientale nasce da un senso di inadeguatezza nei confronti dei codici morali tradizionali ed esprime la necessità di ridefinire i confini tra umano e non-umano, con l'intento di tutelare l'ambiente dalle nostre azioni. Punto cruciale della disciplina è infatti la messa in discussione dell'antropocentrismo, ossia la tendenza a considerare gli esseri umani gli unici organismi degni di considerazione morale. Le domande che si pone questa disciplina sono di carattere sia teoretico che pratico. È possibile applicare le categorie morali alle problematiche ambientali? Abbiamo dei doveri nei confronti degli enti e dei processi ambientali? Gli enti e i processi ambientali possiedono dei valori morali indipendenti dal beneficio umano? Nel tentativo di rispondere a tali quesiti, l'etica ambientale non solo ricollega l'etica filosofica a problemi di tipo concreto ma, allo stesso tempo, tenta di costruire nuove categorie di pensiero e di riformulare i fondamenti stessi dell'etica.
L'etica delle virtù (in inglese: virtue ethics – VE) è uno dei principali approcci dell'etica normativa. Questo orientamento si discosta sia dalla deontologia, il cui scopo è quello di definire regole e principi morali da rispettare a priori, sia dal consequenzialismo, che mira invece a valutare gli effetti a posteriori delle nostre azioni. L'etica delle virtù si focalizza, invece, sulla natura delle virtù e sulle modalità con cui esse possono essere acquisite: in altre parole, tenta di capire come sviluppare un carattere morale che ci permetta di agire correttamente. Si tratta di un approccio all'etica che, come afferma Rosalind Hursthouse, può essere considerato al tempo stesso antico e nuovo: antico, in quanto affonda le sue radici nel pensiero di Platone e di Aristotele; nuovo, in quanto è stato recentemente rielaborato e applicato alla teoria morale contemporanea.
L'etica ambientale delle virtù coniuga queste due prospettive: analizza le relazioni etiche tra individui umani e ambiente naturale, a partire dalla riflessione su concetti come carattere morale, eccellenza, saggezza, felicità e la cosiddetta fioritura umana.

## Storia dell'etica ambientale delle virtù

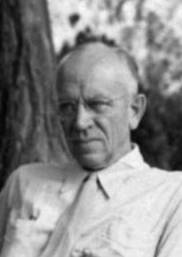
Aldo Leopold nel 1946

I concetti di virtù e carattere attraversano il pensiero etico ambientale fin dai suoi albori, in autori come Henry David Thoreau, Aldo Leopold e Rachel Carson. Il pensiero di Thoreau si fonda su una concezione di virtù strettamente legata all'idea di eccellenza: secondo questa visione, il contatto con la natura promuove la conoscenza di sé e l'affinamento del carattere umano, oltre a un più generico arricchimento dell'individuo. La virtù della "semplicità volontaria" svolge un ruolo cruciale in Thoreau, in quanto consente di acquisire altre virtù e di mettere a fuoco ciò che ha realmente valore nella nostra esistenza. Mentre Thoreau si focalizza sull'idea di eccellenza, Aldo Leopold connette il carattere all'agire umano: è possibile assumere comportamenti leciti nei confronti dell'ambiente solo nel momento in cui riusciamo a coltivare amore e rispetto verso di esso. Secondo questo punto di vista, un individuo ecologicamente virtuoso è predisposto ad agire secondo le norme e i valori ambientali. Rachel Carson ritiene che coltivare le virtù sia cruciale per apprezzare il valore e la bellezza del mondo naturale. All'interno del suo pensiero, la meraviglia e l'umiltà costituiscono due virtù morali preminenti, in quanto contrastano la tendenza umana alla distruzione. Attraverso la meraviglia nei confronti della natura, sarebbe inoltre possibile arricchire le proprie vite, in quanto l'ambiente fornisce opportunità di sviluppo fisico, intellettuale, morale e spirituale.
Il primo impulso allo sviluppo dell'etica ambientale delle virtù può essere rintracciato in un articolo di Thomas Hill jr., intitolato Ideals of human excellence and preserving natural environments (1983). Nel suo articolo, Hill chiede al lettore di immaginare un individuo che abbatte e ricopre di asfalto un intero terreno alberato, in modo da risparmiare le spese di mantenimento. Il filosofo sostiene che né le analisi deontologiche né quelle utilitaristiche sono in grado di valutare in maniera appropriata un simile comportamento. Hill osserva che le domande da porsi per giudicare azioni di questo tipo, non riguardano né i doveri, né la felicità complessiva. La domanda da porsi, in questo caso, è: “che tipo di persona farebbe questo?”. Hill risponde: qualcuno a cui mancano sensibilità e umiltà estetica. E inoltre: non il tipo di persona che qualcuno vorrebbe essere. Il saggio di Hill preannunciava un incremento della ricerca su carattere e virtù da parte degli studiosi di etica ambientale e poneva le prime basi per un'impostazione corretta della disciplina.
Un ulteriore punto di svolta nell'ambito dell'etica ambientale delle virtù è rappresentato dal testo di Louke van Wensveen, Dirty virtues: the emergence of ecological virtue ethics, pubblicato nel 2000. Wensveen mostra che il linguaggio della virtù è sempre stato presente all'interno del dibattito etico ambientale: nel suo lavoro ha individuato 189 virtù e 174 vizi discussi da pensatori diversi a partire dagli anni Settanta, un risultato che mostra la diffusione capillare e dinamica di questi concetti ancor prima che l'etica ambientale delle virtù venisse coniata e codificata. L'analisi di Wensveen cerca inoltre di mettere ordine all'interno del discorso ambientale, sviluppando dei criteri attraverso i quali dovrebbero essere giudicate le virtù ecologiche. Al criterio aristotelico incentrato sulla “sostenibilità sociale” delle qualità umane, lei aggiunge il nuovo criterio di sostenibilità psicologica ed ecologica. Giudicando queste virtù ambientali, è possibile elaborare una via per il loro sviluppo e cogliere le implicazioni che esse hanno sull'esistenza umana.
Tra i pensatori che hanno fornito un maggiore contributo a una compiuta elaborazione dell'etica ambientale delle virtù, troviamo Philip Cafaro e Ronald Sandler. L'approccio di Cafaro si riallaccia al pensiero di Thoreau e si focalizza sui concetti di eccellenza e fioritura umana. Secondo Cafaro, riconoscendo il valore della natura, noi arricchiamo la nostra esistenza: viviamo in maniera più salutare, miglioriamo il nostro carattere morale, sviluppiamo le nostre capacità intellettuali ed estetiche e apportiamo benefici alle altre specie con cui condividiamo il pianeta. Un aspetto fondamentale del pensiero di Cafaro è il ridimensionamento della centralità dell'economia, che va necessariamente subordinata agli aspetti più alti della vita umana, come la ricerca della conoscenza e il miglioramento di sé.
La riflessione di Ronald Sandler si fonda una concezione pluralistica, secondo cui la virtù non influisce positivamente solo sull'agente morale, ma promuove anche la fioritura della comunità e degli enti non umani. Sandler riconosce la complessità dei rapporti tra gli esseri umani e la natura, che non possono essere ricondotti a un unico principio o da un'unica tipologia di reattività. Secondo questa visione, le virtù possono aiutare a riconoscere il valore morale di tutti gli organismi viventi, superando in tal modo la visione antropocentrica.

## Critiche

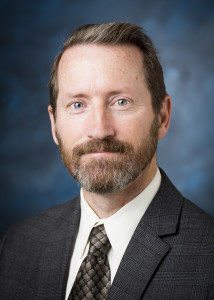
Brian Treanor

Come rilevato da Philip Cafaro, sono principalmente tre le critiche che vengono rivolte all'etica ambientale delle virtù.
La prima critica si riallaccia a una critica dell'etica delle virtù in generale, affermando che si tratta di un'etica che non fornisce un adeguato orientamento all'azione morale. In altre parole, non avrebbe la capacità di dare risposte chiare su quale condotta adottare all'interno di determinate situazioni. Rosalind Hursthouse risponde a tale critica affermando che una solida struttura teorica costituita da virtù e vizi può guidare gli individui a comportarsi in modo corretto. Inoltre, coltivare le virtù, specialmente la saggezza pratica, ci metterà nella migliore posizione per prendere le giuste decisioni anche in casi morali controversi.
La seconda critica riguarda la natura essenzialmente antropocentrica dell'etica ambientale delle virtù. Secondo Holmes Rolston, questo tipo di etica non promuove il rispetto degli esseri viventi non umani e i valori intrinseci della natura, ma unicamente il miglioramento della vita umana. Questo potrebbe condurre allo stesso egoismo che ha provocato numerosi danni ambientali. In risposta a questa critica, molti etici ambientali delle virtù, tra cui Ronald Sandler, sottolineano la centralità dei valori intrinseci della natura, affermando che le virtù ambientali devono promuovere non solo la fioritura umana, ma anche quella non umana.
La terza critica proviene da uno dei sostenitori dell'etica ambientale delle virtù. Secondo Brian Treanor, tale disciplina non poggia su una filosofia politica abbastanza convincente. La letteratura riguardante le virtù ambientali tende a focalizzarsi sulle virtù personali, individuali, ma mostra poco interesse nei confronti delle virtù politiche o pubbliche. Secondo Treanor, le azioni individuali non possono risolvere le problematiche ambientali: abbiamo bisogno di concezioni più salde nell'ambito dell'etica pubblica e delle virtù politiche, per promuovere attivamente una sostenibilità ecologica a livello globale.